# Robo de playas
Un robo de playa, en el sentido de "robo de playa", es la remoción ilegal de grandes cantidades de arena de una playa que trae como consecuencia la desaparición completa o parcial de la playa. Este artículo no trata de robo en la playa, esto es, incidentes de robo que ocurren en playas.

## Robo de arena y robo de playa
El robo de arena es un fenómeno mundial.
 El robo de playa, la remoción a gran escala al punto que tramos completos de la playa desaparecen, es menos común. Dos eventos de robos de playa han sido ampliamente reportados en los medios: uno en Hungría el 2007 y otro en Jamaica el 2008. La playa robada en Hungría era artificial creada en uno de los bancos de un río. El otro es un ejemplo genuino de robo de playa. Recientemente se ha reportado el robo de la Playa del Deportivo Nacional en Algarrobo, Chile, una pequeña playa de la que solo quedan piedras. 

## Robo de playa en Jamaica
Un robo de playa fue descubierto en Jamaica en julio de 2008.
La playa de Coral Springs, en la parroquia Trelawny al norte de Jamaica, consistía de 400 metros de arenas blancas. El grueso de la arena en esta playa de media hectárea, aproximadamente 500 camionadas, desaparecieron en julio de 2008. La playa formaría parte de un balneario, pero el robo de la más importante de las componentes de este balneario obligó a los empresarios a retrasar sus planes. La "explotación" ilegal de la arena es un problema en Jamaica; la construcción de sus propias viviendas, una tradición en Jamaica, es la causa de un gran aumento de la demanda de materiales de construcción.

### Investigación
La desaparición de la playa es considerada de tal importancia que primer ministro de Jamaica, Bruce Golding, se interesó personalmente en el robo y ordenó que se investigara como tales cantidades de arena pudieron ser robadas, transportadas y, presumiblemente, vendidas. La policía realizó pruebas forenses en las playas para determinar si alguna correspondía a la arena robada. Una investigación de tres meses terminó sin ningún culpable. Hubo reportes sin confirmar de colusión entre criminales y algunos oficiales de policía, pero la policía de jamaica negó tales acusaciones.

## Robo de playa en Hungría
Un incidente de robo de playa fue reportado en Hungría el 2007. En este caso cientos de toneladas de arena fueron robadas de una playa artificial el la rivera del río Mindszentas.

## Robo de playa en Chile
Se ha reportado el robo de playa en el balneario de Algarrobo, Chile. De la playa del Deportivo Nacional han quedado solo las rocas. Varios edificios con lagunas y playas artificiales han aparecido en los alrededores. Hasta ahora no hay una investigación oficial a pesar de una denuncia formal.